# Chick-fil-A

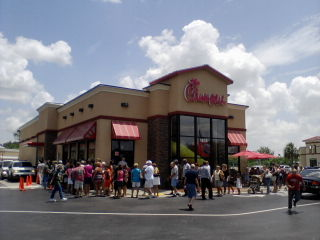
Restaurace Chick-fil-A v Port Charlotte na Floridě

Chick-fil-A je americký řetězec rychlého občerstvení se sídlem v Atlantě.
Vznik společnosti lze datovat do roku 1946, kdy Samuel Truett Cathy otevřel svou restauraci na předměstí Atlanty v Hapeville. Po roce 1961, kdy Cathy využil technickou inovaci spočívající v tlakovém pečení kuřat, se jeho firma rychle rozrůstala. V roce 1967 otevřel první fast food pod značkou Chick-fil-A.
Jelikož byl Samuel Truett Cathy, dřívější výkonný ředitel společnosti, věřícím církve jižních baptistů, zavedl též dodržování nábožensky založených pravidel ve svém podniku. Restaurace Chick-fil-A jsou proto zavřené o nedělích, Vánocích a na Den díkůvzdání. Společnost je také významným sponzorem křesťanských organizací, které vystupují proti partnerství osob stejného pohlaví a posilování práv LGBT menšiny.
Kvůli postojům vedení firmy nedovolily administrativy některých měst (např. Chicago nebo Boston), aby řetězec otevřel podniky na jejich území. Bojkoty a medializace však paradoxně vedly ke zvýšení tržeb řetězce: stal se americkou jedničkou ve smažených kuřatech a v příjmech se dostal před KFC, a to přesto, že má výrazně méně restaurací, situovaných navíc převážně na Jihu a v neděli má zavřeno.